# Запопан
Запопан (шп. Zapopan) је град у Мексику у савезној држави Халиско. Према процени из 2005. у граду је живело 1.026.492 становника.

## Становништво
Према подацима са пописа становништва из 2010. године, град је имао 1.142.483 становника.
| 1990.   | 1995.   | 2000.   | 2005.     | 2010.     |
| ------- | ------- | ------- | --------- | --------- |
| 668.323 | 850.315 | 910.690 | 1.026.492 | 1.142.483 |

## Партнерски градови
- Антигва Гватемала
- Ченстохова
- Гранд Рапидс
- Marianao
- Каруару
- Changwon
- Роузмид
- Сагино